# Tornyai János
Tornyai János (Hódmezővásárhely, 1869. január 18. – Hódmezővásárhely, 1936. szeptember 20.) magyar festő, az alföldi iskola kiemelkedő jelentőségű mestere.

## Életpályája

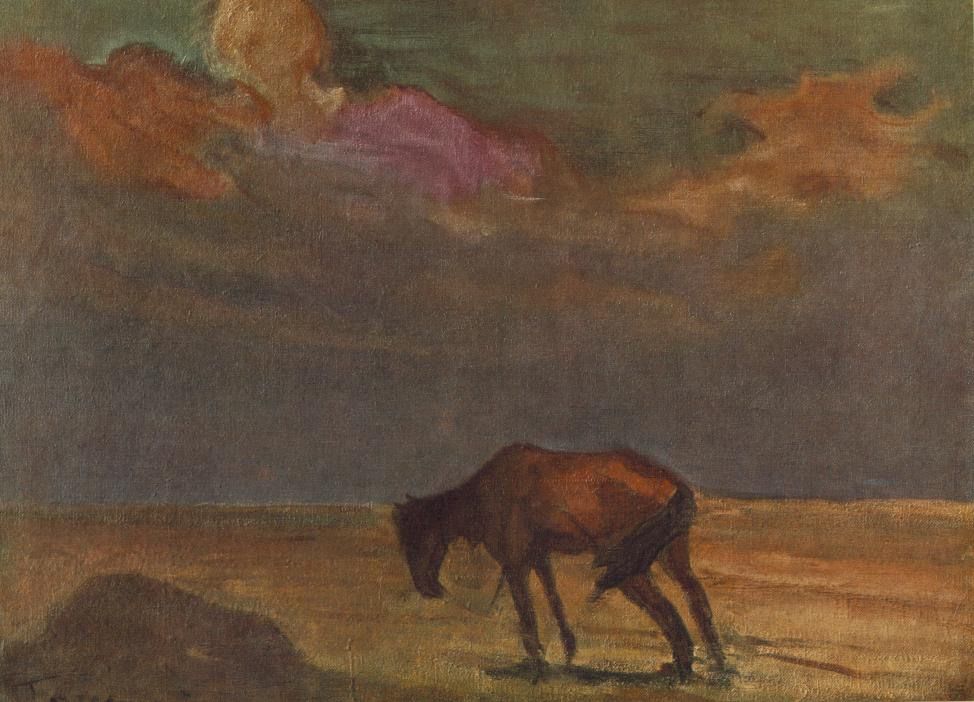
Bús magyar sors, önéletrajz (1908)

Zsellérszülők gyermekeként látta meg a napvilágot. Hódmezővásárhely ösztöndíja segítségével végezte el 1886-89 közt Budapesten a Mintarajziskolát. Mesterei voltak Székely Bertalan, Lotz Károly és Greguss János. 1894–96-ban a város segítségével Párizsba, a Julian Akadémiára is kijutott tanulni. A párizsi impresszionista festészet közvetlenül nem érintette meg, mesterének és példaképének Munkácsy Mihályt tekintette, aki el is látta őt jó tanácsokkal a festői stílust és a hazafias eszméket illetően. Akkor még élénken élt az 1848–49-es forradalom és szabadságharc bukásának emléke, nemzeti függetlenségünk kivívásának reménye.
1896–97-ben Németországban és Olaszországban is járt, hazatérve Hódmezővásárhelyen telepedett le, de 1903-ig még műterme sem volt. Az 1900-as évek elején az akkori jelen nyomorúságát, az egyszerű és bús magyar életet festette meg zsánerképein, s a történelmi festészet foglalkoztatta. Megfestette II. Rákóczi Ferenc rodostói száműzetését, s Bercsényi Miklós egész alakos képét. Közben barátaival, Endre Bélával, Rudnay Gyulával, Pásztor Jánossal megalapította a hódmezővásárhelyi majolika- és agyagipartelepet. Kiss Lajos néprajztudóssal gyűjtötték a vásárhelyi népművészeti emlékeket, ezzel mintegy lerakva az 1904–1905-ben megalakuló hódmezővásárhelyi múzeum alapjait.
A Juss című képe egész életében foglalkoztatta; eleinte lírai, majd egyre inkább drámai stílusban festette meg a témát. A szegényes hagyatékon osztozkodó szegényparaszti család tagjainak egymás elleni ádáz küzdelmét ábrázolja, élete során vagy 30 olajfestményt és 100-nál több rajzot készített ebben a témában. (Éppen annyira lefoglalta, mint Thorma Jánost az ő Petőfi-kompozíciója, amelyet végül soha nem fejezett be). Más, szegényparasztsághoz kapcsolódó zsánerképei is egyre inkább drámai feszültséggel, búskomorsággal, sötét színekkel teltek meg a kezdeti 1900-as években.
A város vezetésével sem volt felhőtlen a kapcsolata, műtermét többször elvették, s csak nehezen adtak helyette másikat. Önéletrajzát a Bús magyar ló című festményébe sűríti bele 1908-ban, a magányos ló a pusztai tájban a művészi, az emberi magányosságot és elhagyatottságot szimbolizálja. Az 1910-es évek felé kiköltözött Mártélyra, az ottani természeti környezet felszabadította kedélyvilágát, ekkor festette legszebb alföldi tájképeit (az említett Bús magyar lón kívül, Gémeskút, Nagyborulás, Mártélyi nagy fa).
1919-ben Budapestre költözött, alkalmanként Szentendrén is festett. Színei kivilágosodtak, festményei derűsek, líraiak lettek, egyre többet foglalkoztatta a plein air festészet. Bekapcsolódott a pesti művészeti társaságok életébe, sikeres volt, díjakat nyert hazai és külföldi kiállításokon egyaránt.
1934-ben a vásárhelyi értelmiségiek egy része az ő tiszteletére megalakította a Tornyai János Társaságot, hazahívták a festőt, gyűjteményes kiállítást rendeztek műveiből. A város vezetése 120 pengő évjáradékot szavazott meg részére, hálából Tornyai valamennyi tulajdonában levő grafikáját és festményét a városra hagyta. Hagyatékát az 1951 óta a róla elnevezett Tornyai János Múzeum őrzi, s mutatja be kiállításokon a nagyközönségnek. Az 1984-ben előkerült 718 darabból álló Tornyai festményleletet is a Tornyai Múzeum őrzi, bemutatásra kerül belőle 80-100 darab egy-egy alkalommal. Derűs, kedves képek, melyeket a művész saját örömére festett, de az is lehet, hogy azért, hogy majd özvegyen maradó feleségét segítse vele. A lelet posztumusz került elő, a festőművész pesti műtermének padlója alól (Horánszky utca 9).

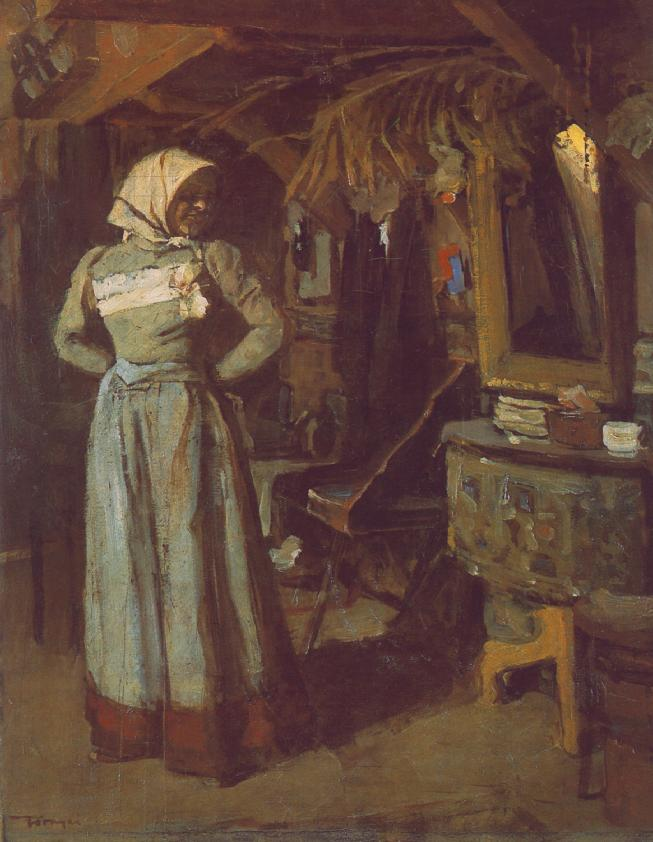
Parasztmenyecske a műteremben (1904)

## Művészete
A hódmezővásárhelyi születésű Tornyai János alföldi festőink egyik kiváló képviselője az erdélyi származású, majd Baján megtelepedő Nagy Istvánnal, s a szintén erdélyi származású, majd Szentesen megtelepedő Koszta Józseffel együtt. Mind Koszta, mind Tornyai eleinte Munkácsy lírai realizmusát követi, majd kialakul egyéni stílusuk. Tornyainál (lásd Juss c. műveinek változatai évtizedeken át) balladai tömörséggel, drámai feszültségben és szaggatott ecsetkezeléssel jelenik meg sorstársainak élete, saját önéletrajza (Bús magyar sors, 1908). A tájat nagyon ismerte, s nagyon szépnek látta és láttatja joggal, ehhez a plein airt, a posztnagybányai stílust alkalmazza. Nem valószínű, hogy helytálló az a szocreál felfogás, amely az alföldi síkságot az itt élők létének pusztaságával azonosítja. Az itt élők közül a többség szegény, nincstelen, munkanélküli, de küzd, kapaszkodik (tanul, szitál, osztozkodik, virágcsokrot köt), ezt ábrázolja életképein a festő. Tornyai tájképein az Alföld szépségét mutatja az épített környezettel együtt, különböző évszakokban, napszakokban, egyre gyakrabban szivárvánnyal vagy napsütésben. Az életképeken, tájképeken, történelmi festményeken kívül sajátosan derűs hangulatúak enteriőrjei, udvar, szobabelsők, műterem. Tornyai műtermében a „modell” egy hosszúszoknyás, bekötött fejű parasztmenyecske, nem csoda, hogy ez utóbbira megkapta az aranyérmet egy nemzetközi kiállításon. Petőfi Sándor, Ady Endre, Munkácsy Mihály nyomában tárja elénk Tornyai János a Nagy Magyar Alföldet.
Bálint Aladár kritikus így jellemzi Tornyai művészetét a Nyugat egyik 1918-as számában: 

„Tornyai János Munkácsyból indult ki, régebbi vásznainak drámai mozgalmassága, pasztózus sötét tónusai e kiindulást demonstrálták. Tornyai ma már egészen kiküszöbölte piktúrájából e hatások nyomait. Újabb képei (tavalyi kiállításán már szerepeltek) letompított szürke színakkordokból felépített sejtelmes alkotások. Tornyainál egy-egy tónusegység dominálja az egész vásznat, az elnyeli, magába oldja az összes formákat, színeket, a tárgyak, a térség határait, kiterjedését. Nála a szélesen meghúzott színsáv formája, kicsendülése nem az ábrázolás alárendelt eszköze, hanem öncél és így mindaz amit csinál, kissé játékosnak és kieszeltnek tetszhetik. A művész egykori pozitivitása teljesen eltűnt és a piktúrától idegen lírizmus nyomult a helyébe. Hogy Tornyai útja hova vezet, nem tudjuk, annyi bizonyos, hogy ahol most áll, az az alap labilis és törekvései majdnem kilátástalanok.”

### Életképei

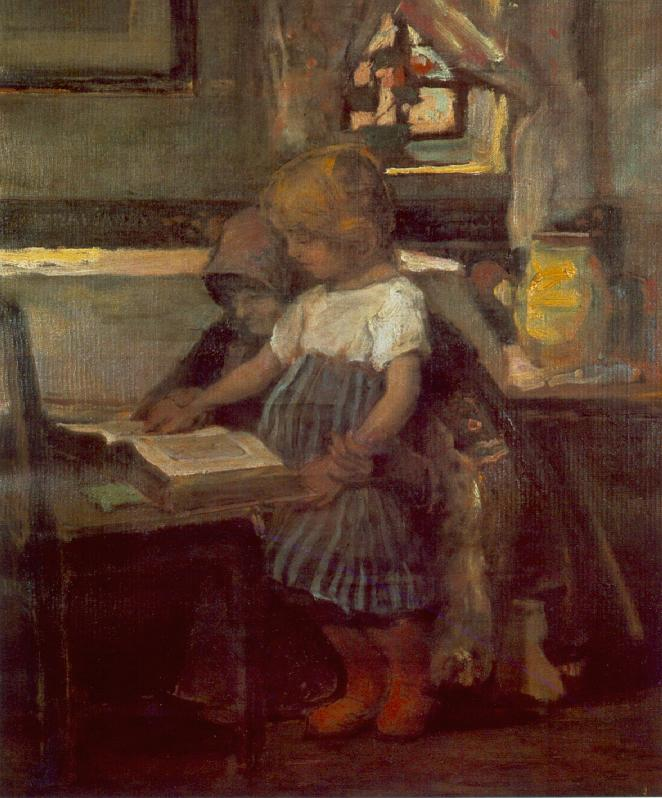
Népoktatás tanyán (1896)
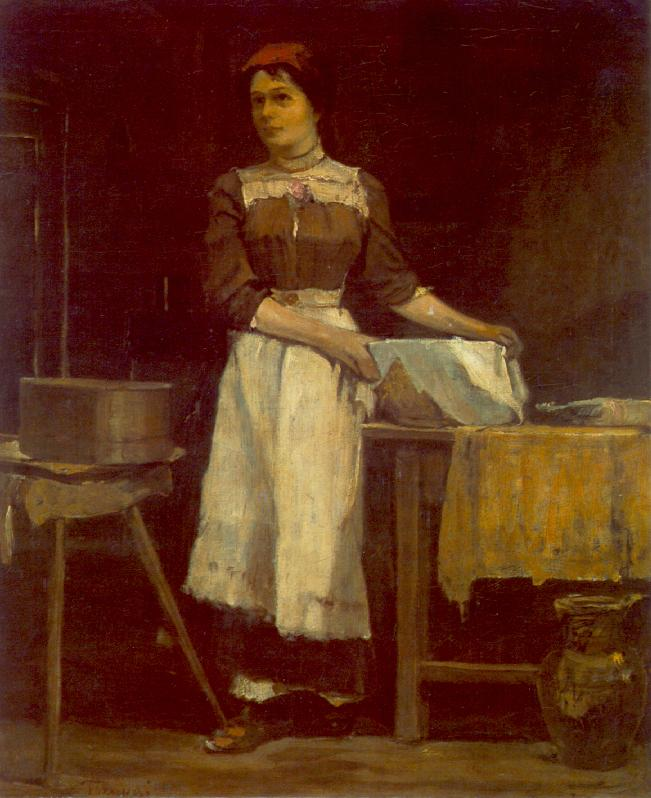
Szitáló nő (1900 körül)
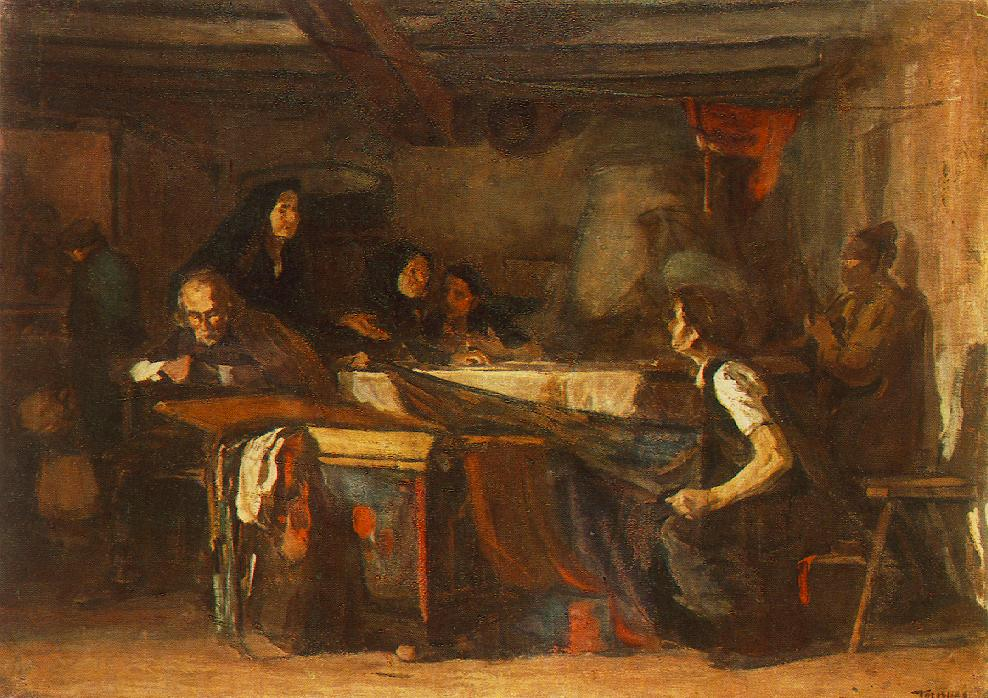
Juss (1920-as változat)
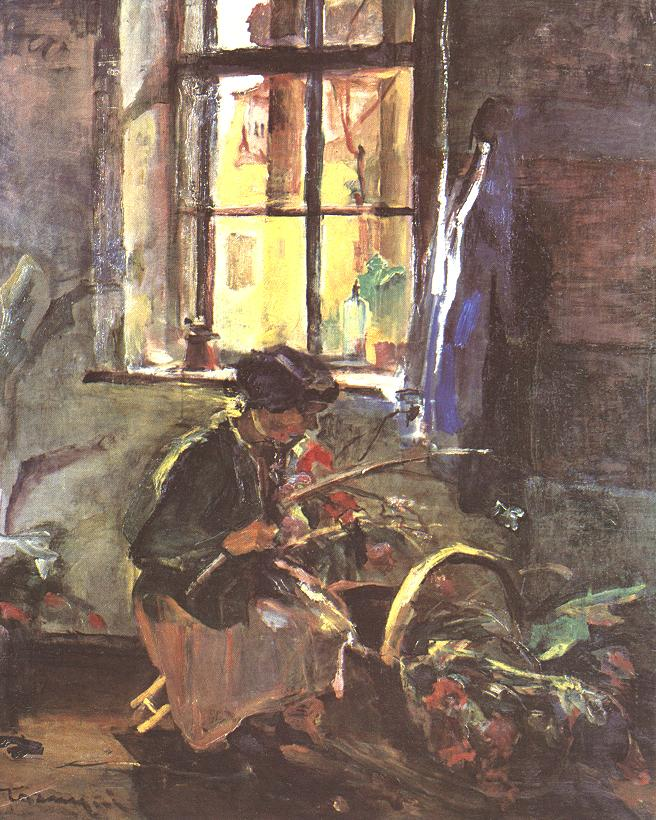
Virágkötő (1933-as változat)

### Tájképei

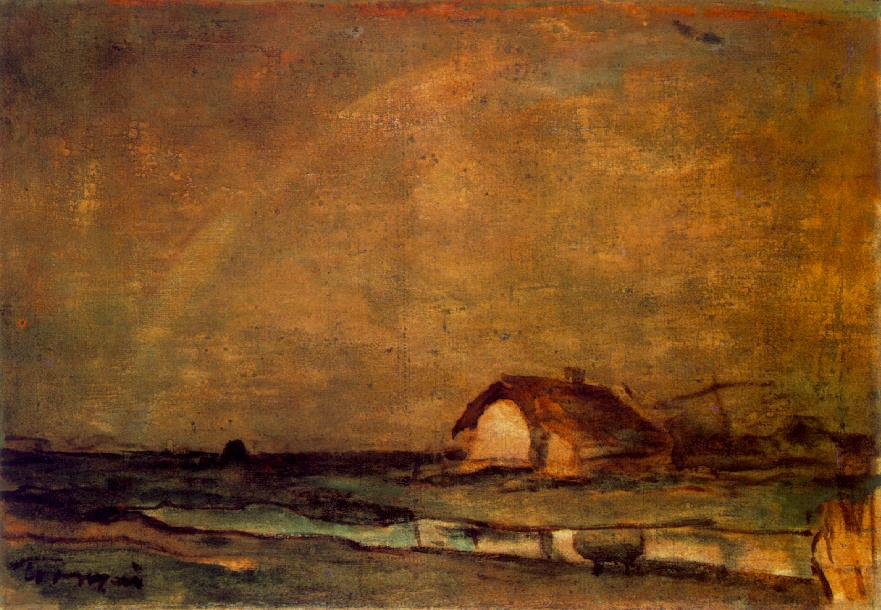
Alföldi tanya (c.1908)
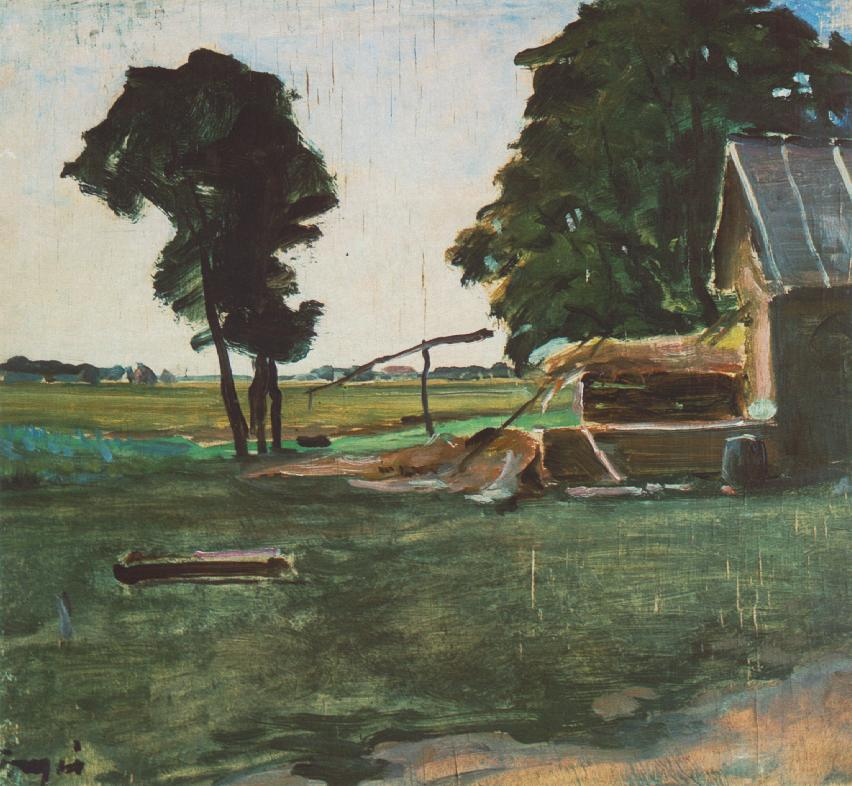
Tanya gémeskúttal (1907)
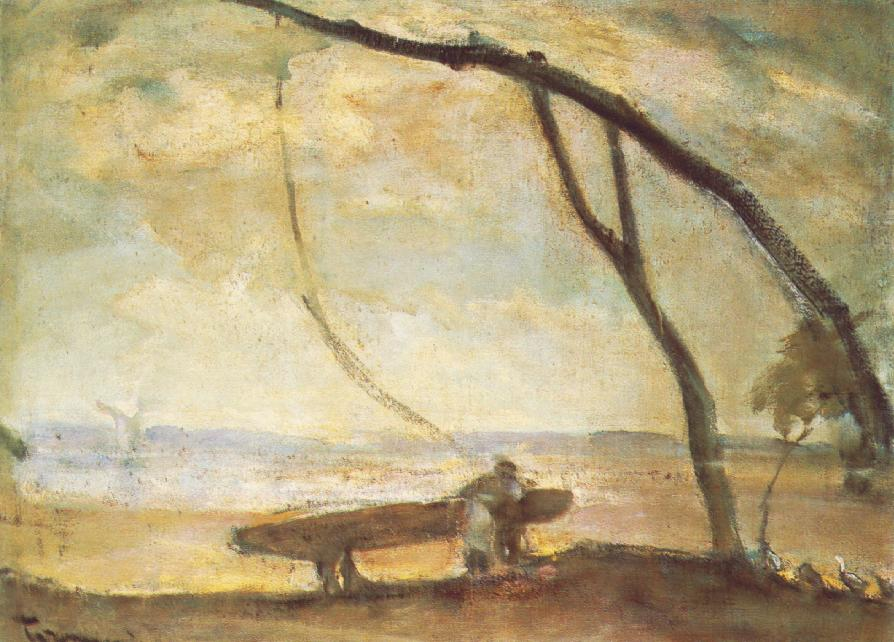
Gémeskút (Délibáb) (1910-es évek)
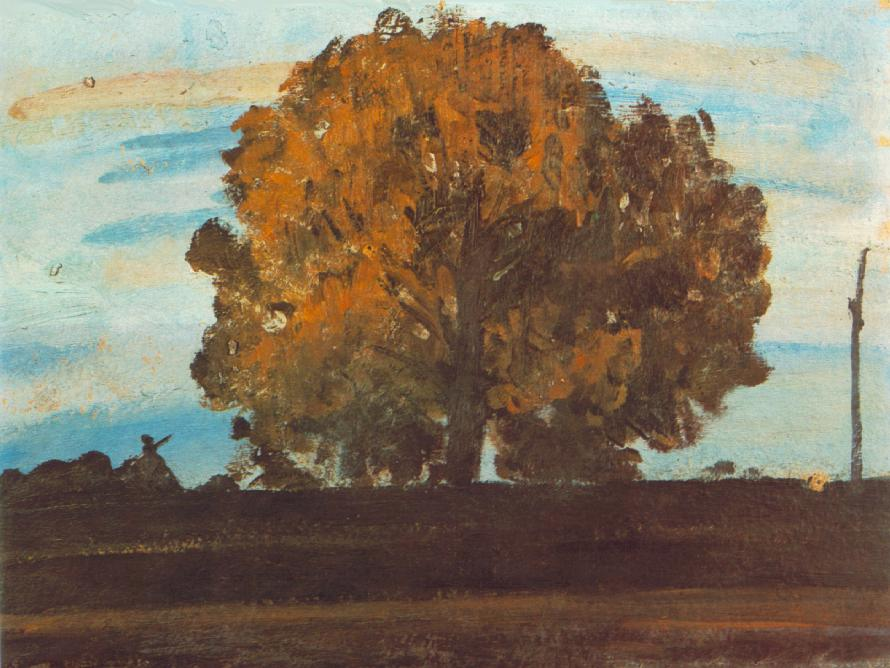
Mártélyi nagy fa (1910-es évek)

### Képeiposztnagybányai stílusban

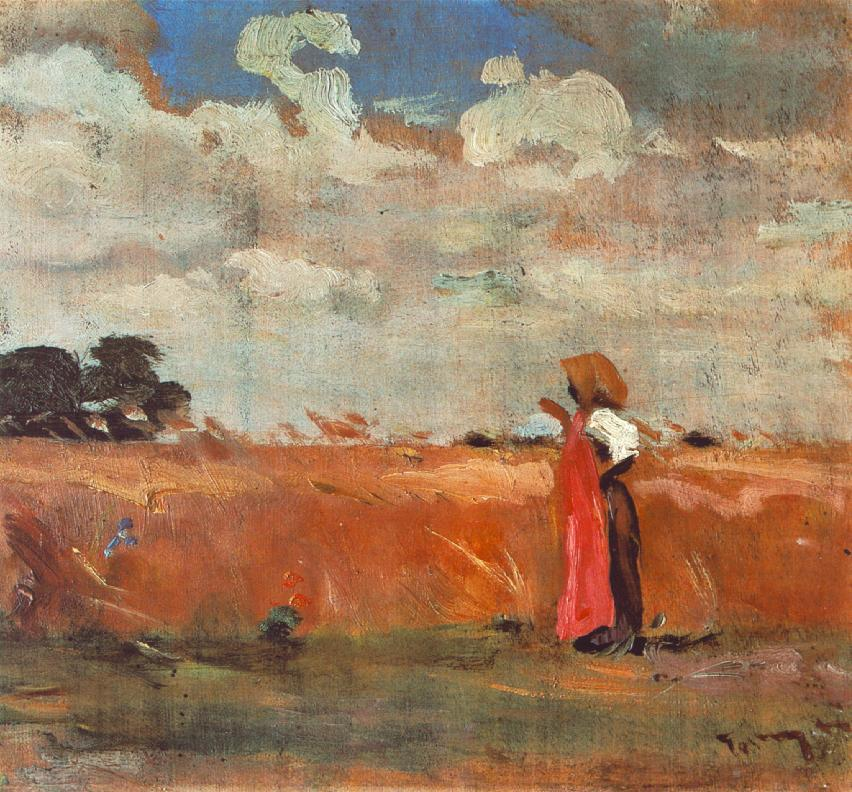
Búzatábla kendős nővel (1912)
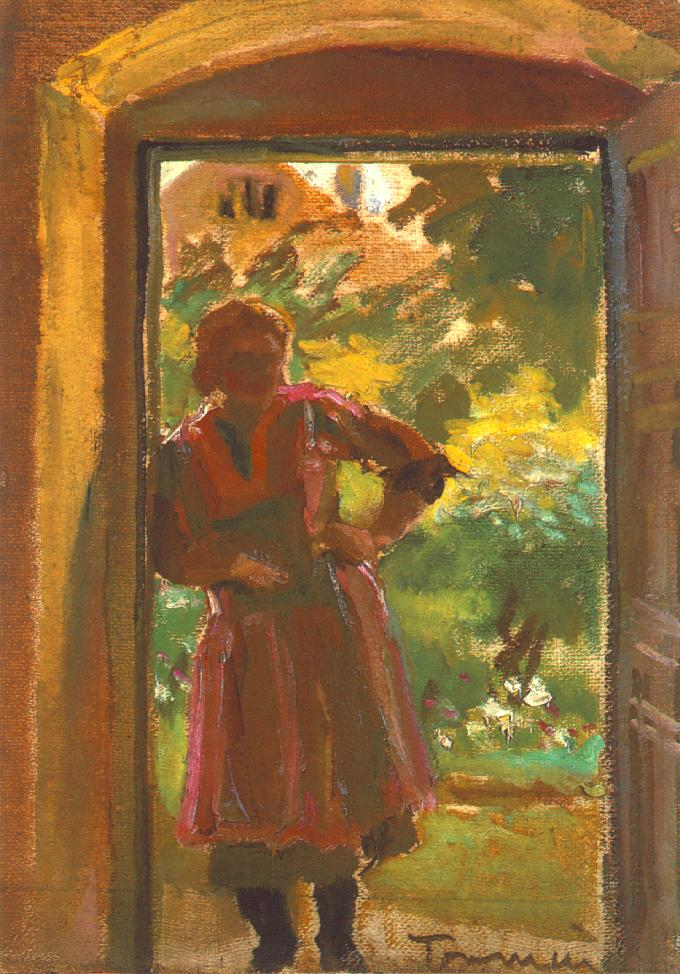
Ajtóban álló nő (1933–34)
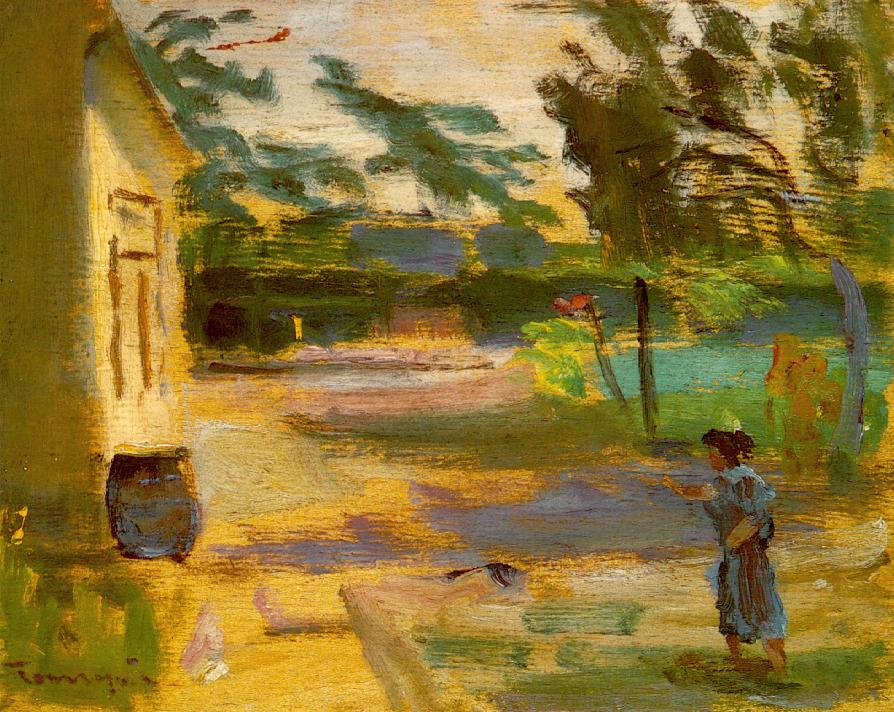
Udvar napsütésben (1928)
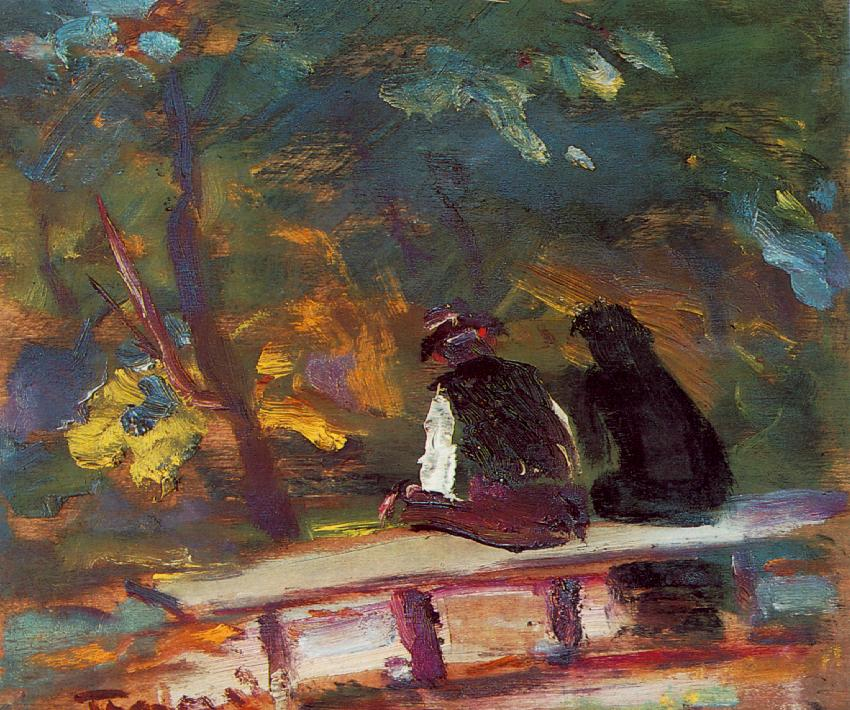
Padon (1933–34)

## Művei (válogatás)

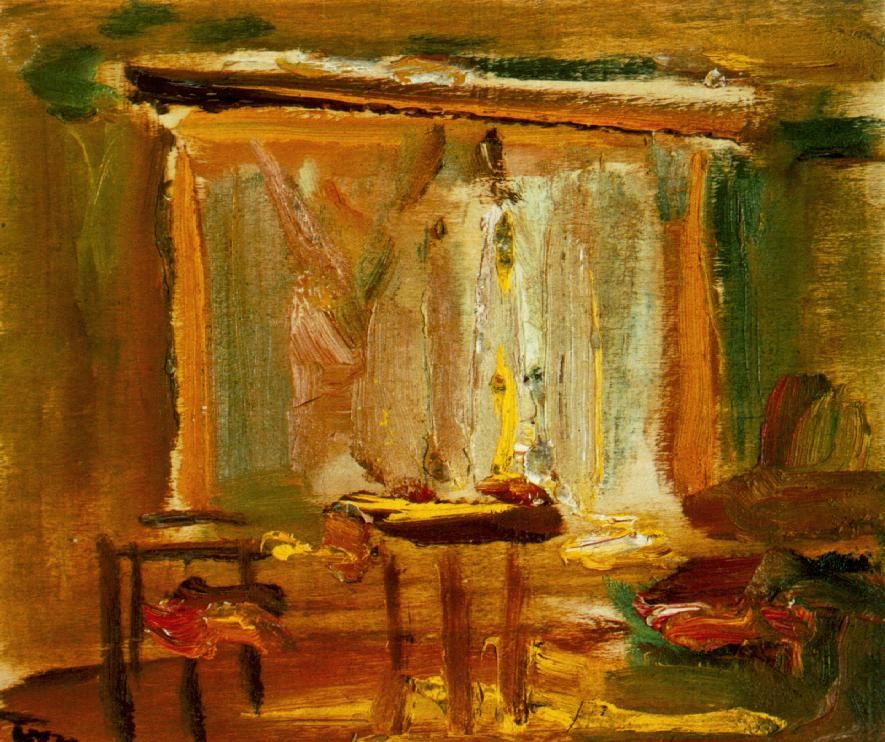
Szobabelső befüggönyözött ablakkal (1929)

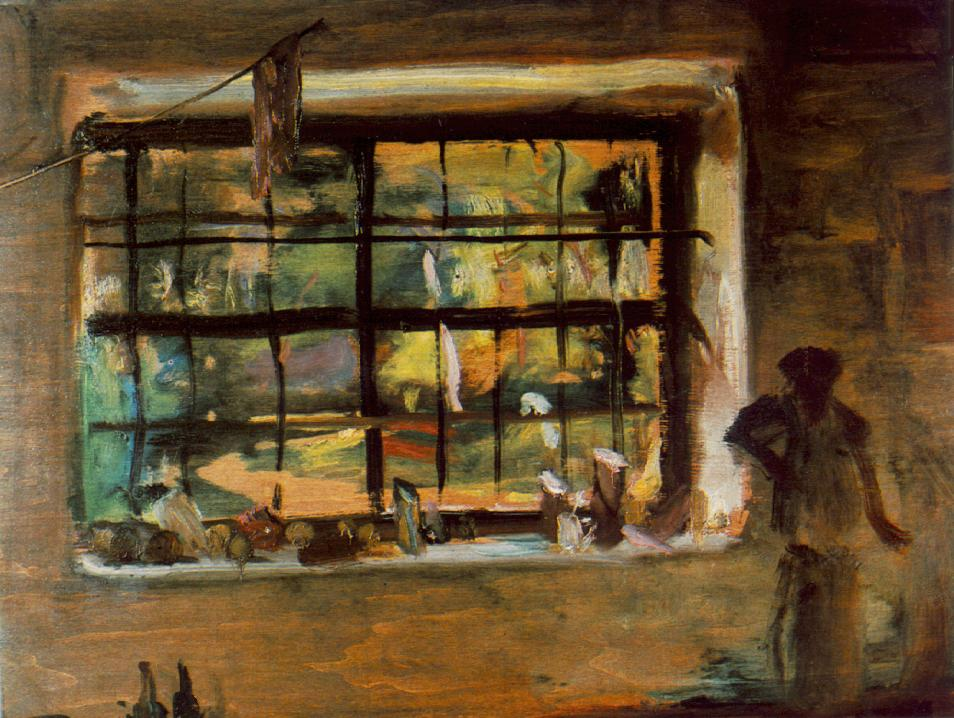
A műterem ablaka (1934)

- 1896 Népoktatás a tanyán (olaj, vászon, 83,5 x 71 cm; Janus Pannonius Múzeum, Pécs) (életkép)
- 1900 körül Szitáló lány (olaj, vászon, 89 x 72,5 cm; Magyar Nemzeti Galéria, Budapest) (életkép)
- 1904 Rákóczi Rodostóban (történelmi festmény)
- 1904 Menyecske a műteremben (olaj, vászon, 90,8 x 72,3 cm; MNG) (életkép)
- 1904 Juss (olaj, vászon, 156 x 227 cm; MNG) (életkép)[6]
- 1905 Édesanyám a szobájában (olaj, vászon, 120 x 151 cm; Magyar Nemzeti Galéria, Budapest) (életkép)
- 1906 Csizmahúzás (életkép)
- 1906 Hurkatöltés (életkép)
- 1907 Őszi reggel (olaj, karton, 47 x 60 cm; MNG) (tájkép)
- 1907 Tanya gémeskúttal (olaj, fa, 45 x 50 cm; Tornyai János-hagyaték) (tájkép)
- 1907 A betyár szerelme (életkép)
- 1908 Nagy Bercsényi Miklós (történelmi festmény)
- 1908 Bús magyar sors : önéletrajz (olaj, vászon, 111 x 150 cm; Tornyai János Múzeum, Hódmezővásárhely) (Szimbolikus kép lóval)
- (1910 körül) Asszony kecskével (olaj, karton, 39,5 x 49,5 cm; MNG) (életkép, posztnagybányai stílusban)
- 1910-es évek Alföldi tanya (olaj, vászon, 77,3 x 110,5 cm; MNG) (tájkép, posztnagybányai)
- 1910-es évek Gémeskút (Délibáb) (olaj, vászon, 109,5 x 148,5 cm; Tornyai János Múzeum, Hódmezővásárhely) (tájkép, posztnagybányai)
- 1910-es évek Mártélyi nagy fa (olaj, karton, 42,5 x 52,5 cm; Tornyai János Múzeum, Hódmezővásárhely) (tájkép, posztnagybányai)
- 1912 Búzatábla kendős nővel (olaj, fa, 20,5 x 21,5 cm; Tornyai János Múzeum, Hódmezővásárhely) (tájkép, posztnagybányai)
- 1919 Háttal ülő akt (olaj, vászon, 82,5 x 72 cm; Tornyai János Múzeum, Hódmezővásárhely) (aktkép, posztnagybányai)
- (1920 körül) Juss (olaj, vászon, 99,3 x 137,8 cm; MNG) (életkép, drámai realizmus)
- 1928 Udvar napsütésben (olaj, falemez, 23 x 27 cm; magántulajdonban) (enteriőr, posztnagybányai)
- 1929 Szobabelső befüggönyözött[7] ablakkal (olaj, fa, 22,5 x 27 cm; Tornyai János-hagyaték) (enteriőr, posztnagybányai)
- 1933 Szentendrei részlet (olaj, fa, 50 x 63 cm; MNG) (tájkép, posztnagybányai)
- 1933 Csokorkötés (olaj, falemez, 125,5 x 100 cm; Tornyai János Múzeum, Hódmezővásárhely) (életkép, posztnagybányai)
- 1933–34 Ablaknál : Rózsi az asztalnál (olaj, fa, 21,5 x 27 cm; Tornyai János-hagyaték) (életkép, posztnagybányai)
- 1933–34 Padon (olaj, fa, 22,5 x 27 cm; Tornyai János-hagyaték) (táj- és életkép, posztnagybányai)
- 1933–34 Ajtóban álló nő (olaj, vászon, 58 x 42 cm; magántulajdonban) (életkép, posztnagybányai)
- 1934 Műteremablak (olaj, fa, 62 x 79 cm; Tornyai János Múzeum, Hódmezővásárhely) (enteriőr, posztnagybányai)
- 1934 Szoba belseje (olaj, fa, 125,5 x 100 cm; MNG) (enteriőr, posztnagybányai)

### Közgyűjteményekben
- Patkó Imre gyűjtemény, Győr (Puszta)

## Kiállításai (válogatás)
- 1909 Gyűjteményes kiállítás, Hódmezővásárhely, Makó, Békéscsaba, Temesvár, Szabadka, Szeged
- 1911 Művészház, Budapest
- 1917 Ernst Múzeum, Budapest
- 1918 Képírók és Kőfaragók Egyesületének szalonja, Budapest
- 1923 Alkotás Művészház, Budapest
- 1934 Gyűjteményes kiállítás, Hódmezővásárhely

## Írásai
- "Ölel szeretettel Jankó de Tornyai". Tornyai János Espersit Jánoshoz írt levelei; sajtó alá rend. Kőszegfalvi Ferenc; József Attila Városi Könyvtár és Múzeum, Makó, 2016 (A makói múzeum füzetei)
- Tornyai János levelezése, 1-2.; összeáll., sajtó alá rend. Kőszegfalvi Ferenc; Nap, Bp., 2016
  - 1888–1928
  - 1929–1936

## Társasági tagságai
- KUT
- Munkácsy-céh
- KÉVE
- Paál László Társaság

## Díjai
- 1904 Ráth György-díj[8]
- 1929 Aranyérem a Barcelonai Nemzetközi Kiállításon[9]
- 1933 Aranyérem a Nemzetközi Képzőművészeti Kiállításon[10]
- 1934 Szinyei Merse Pál Társaság tájképi nagydíja

## Emlékezete
- Tornyai János Múzeum Hódmezővásárhely.
- Tornyai-plakett, a Vásárhelyi Őszi Tárlat fődíja.
- 2006-ban került felállításra mellszobra a róla elnevezett Általános Iskolában, Hódmezővásárhelyen (vörösréz lemez, másfélszeres életnagyság, ifj. Szlávics László alkotása).

## Külső hivatkozások
- Egy Horánszky utcai lakás padlója alól kerültek elő Tornyai János festményei
- MÉL
- Tornyai János élete, képei a HUNG.ART lapján
- A magyar múzeumok honlapja Tornyai János festészetéről
- Képzőművészet Magyarországon a két világháború közt
- Tornyairól a MEK honlapján
- Mágnásfertály, Az a bizonyos Tornyai-lelet, 1983
- Tornyai János emlékkiállítása. Budapest, Magyar Nemzeti Galéria, Hódmezővásárhely, Tornyai János Múzeum. 1961; szerk. Bodnár Éva; s.n., Hódmezővásárhely, 1961
- Tornyai János (1869–1936) 1984 novemberében előkerült hagyatékának bemutatása a Magyar Nemzeti Galériában. 1984. december 20–1985. január 27.; bev. Bodnár Éva; s.n., s.l., 1973
- Gyönyörködő lélekkel festeni. Tornyai János gyűjteményes kiállítása. Tornyai János Múzeum, Hódmezővásárhely, 2019. 04. 28–09. 15.; szerk. Nagy Imre; Tornyai János Múzeum, Hódmezővásárhely, 2019